# Койково (Дубоссарский район)
Ко́йково — село в Дубоссарском районе непризнанной Приднестровской Молдавской Республики. Вместе с сёлами Дойбаны-1 и Дойбаны-2 входит в состав Дойбанского сельсовета.